# Giovanna di Navarra (contessa di Foix)
Giovanna di Navarra (Joana in basco, in catalano, in portoghese e in galiziano, Juana in spagnolo e asturiano, Chuana in aragonese, Jeanne in francese, Joan in inglese e Johanna in tedesco e in fiammingo) (1384 – Béarn, luglio 1413) fu principessa di Navarra ed erede ufficiale al trono dal 1402, e fu contessa consorte di Foix dal 1412.

## Origine
Figlia primogenita del re di Navarra, conte d'Évreux e duca di Nemours, Carlo III di Navarra detto il Nobile e di Eleonora Enriquez, figlia secondogenita del re di Castiglia e León, Enrico II di Trastamara e di Giovanna Manuele, figlia ultimogenita dello scrittore e uomo politico, Giovanni Manuele di Castiglia, duca di Penafiel (discendente di Ferdinando III di Castiglia, che era suo nonno, mentre Alfonso X di Castiglia era suo zio) e della sua terza moglie, Bianca de la Cerda (1311-1347), figlia di Fernando de la Cerda (1272-1333) e di Giovanna Núñez di Lara (1286-1351), detta la Palomilla.

## Biografia
Essendo la primogenita del re Carlo III, fu erede della corona di Navarra fino alla nascita del fratello, Carlo, nel 1398, poi fu nuovamente erede del regno di Navarra, dopo la morte del maschio secondogenito, Luigi, nell'ottobre del 1402, e dichiarata ufficialmente erede, nel dicembre di quello stesso anno.
Nel 1401, Giovanna era stata fidanzata con il re di Sicilia, Martino I detto il Giovane(figlio primogenito del re della corona d'Aragona Martino I il Vecchio e della sua prima moglie Maria de Luna, figlia del conte de Luna e signore di Segorbe (Castellón), don Lope, e di Brianda d'Agaout. Quindi Pietro IV di Aragona e Leonora di Sicilia erano i suoi nonni mentre Giovanni I di Aragona era suo zio).,, che poi avrebbe sposato sua sorella, Bianca.
Dopo che la sorella Bianca, il 21 maggio del 1402, aveva sposato per procura Martino I di Sicilia, Giovanna, a Olite, il 12 novembre 1402, sposò, divenendone la prima moglie, l'erede della contea di Foix, Giovanni I (1383-1436), figlio del conte di Foix, Arcimbaldo di Grailly e di Isabella di Foix-Castelbon.
Un mese dopo fu dichiarata ufficialmente erede al trono di Navarra.
Divenne contessa consorte di Foix alla morte del suocero, Arcibaldo di Grailly, nel 1412. Mantenne il titolo un anno solo, morendo nel 1413 senza aver avuto figli da Giovanni I di Foix, che si risposò nel 1422 con Giovanna d'Albret.
Dopo la morte di Giovanna, erede di Carlo III e della corona di Navarra divenne la sorella minore, Bianca, che, dopo essere stata regina consorte di Sicilia, divenne poi regina di Navarra, nel 1425.

## Figli
Giovanna e Giovanni non ebbero figli.

## Ascendenza
|                        |                         |                                | Genitori                         |  |  | Nonni |  |  | Bisnonni               |  |  | Trisnonni      |  |
|                        |                         |                                |                                  |  |  |       |  |  | Filippo III di Navarra |  |  | Luigi d'Évreux |  |
|                        |                         |                                |                                  |  |  |       |  |  | Filippo III di Navarra |  |  | Luigi d'Évreux |  |
|                        |                         | Margherita d'Artois            |                                  |  |  |       |  |  | Filippo III di Navarra |  |  |                |  |
| Carlo II di Navarra    |                         |                                |                                  |  |  |       |  |  | Filippo III di Navarra |  |  |                |  |
|                        |                         | Giovanna II di Navarra         | Luigi X di Francia               |  |  |       |  |  |                        |  |  |                |  |
|                        |                         | Giovanna II di Navarra         | Luigi X di Francia               |  |  |       |  |  |                        |  |  |                |  |
|                        |                         | Giovanna II di Navarra         | Margherita di Borgogna           |  |  |       |  |  |                        |  |  |                |  |
| Carlo III di Navarra   |                         | Giovanna II di Navarra         |                                  |  |  |       |  |  |                        |  |  |                |  |
|                        |                         | Giovanni II di Francia         | Filippo VI di Francia            |  |  |       |  |  |                        |  |  |                |  |
|                        |                         | Giovanni II di Francia         | Filippo VI di Francia            |  |  |       |  |  |                        |  |  |                |  |
|                        |                         | Giovanni II di Francia         | Giovanna di Borgogna             |  |  |       |  |  |                        |  |  |                |  |
| Giovanna di Valois     |                         | Giovanni II di Francia         |                                  |  |  |       |  |  |                        |  |  |                |  |
|                        |                         | Bona di Lussemburgo            | Giovanni I di Boemia             |  |  |       |  |  |                        |  |  |                |  |
|                        |                         | Bona di Lussemburgo            | Giovanni I di Boemia             |  |  |       |  |  |                        |  |  |                |  |
|                        |                         | Bona di Lussemburgo            | Elisabetta di Boemia             |  |  |       |  |  |                        |  |  |                |  |
| Giovanna di Navarra    |                         | Bona di Lussemburgo            |                                  |  |  |       |  |  |                        |  |  |                |  |
|                        | Alfonso XI di Castiglia | Ferdinando IV di Castiglia     |                                  |  |  |       |  |  |                        |  |  |                |  |
|                        | Alfonso XI di Castiglia | Ferdinando IV di Castiglia     |                                  |  |  |       |  |  |                        |  |  |                |  |
|                        | Alfonso XI di Castiglia | Costanza del Portogallo        |                                  |  |  |       |  |  |                        |  |  |                |  |
| Enrico II di Castiglia | Alfonso XI di Castiglia |                                |                                  |  |  |       |  |  |                        |  |  |                |  |
|                        |                         | Eleonora di Guzmán             | Pedro Núñez di Guzmán            |  |  |       |  |  |                        |  |  |                |  |
|                        |                         | Eleonora di Guzmán             | Pedro Núñez di Guzmán            |  |  |       |  |  |                        |  |  |                |  |
|                        |                         | Eleonora di Guzmán             | Giovanna Fernández Ponce de León |  |  |       |  |  |                        |  |  |                |  |
| Eleonora di Castiglia  |                         | Eleonora di Guzmán             |                                  |  |  |       |  |  |                        |  |  |                |  |
|                        |                         | Giovanni Emanuele di Castiglia | Manuele di Castiglia             |  |  |       |  |  |                        |  |  |                |  |
|                        |                         | Giovanni Emanuele di Castiglia | Manuele di Castiglia             |  |  |       |  |  |                        |  |  |                |  |
|                        |                         | Giovanni Emanuele di Castiglia | Beatrice di Savoia               |  |  |       |  |  |                        |  |  |                |  |
| Giovanna Manuele       |                         | Giovanni Emanuele di Castiglia |                                  |  |  |       |  |  |                        |  |  |                |  |
|                        |                         | Bianca de La Cerda y Lara      | Fernando de la Cerda             |  |  |       |  |  |                        |  |  |                |  |
|                        |                         | Bianca de La Cerda y Lara      | Fernando de la Cerda             |  |  |       |  |  |                        |  |  |                |  |
|                        |                         | Bianca de La Cerda y Lara      | Giovanna Núñez de Lara           |  |  |       |  |  |                        |  |  |                |  |
|                        |                         | Bianca de La Cerda y Lara      |                                  |  |  |       |  |  |                        |  |  |                |  |